# 박정대
박정대(朴喜璡, 1965년 11월 9일~)는 대한민국의 시인이다. 1900년에 《문학사상》을 통해서 등단했다.

## 수상 내역
- 김달진문학상[2]
- 소월시문학상